# Castell d'Odani
El castell Odani (小谷城, Odani-jō) va ser un castell japonès localitzat al territori que actualment és el poblat de Kohoku, a la prefectura de Shiga, Japó.
El castell era el principal del clan Azai i era considerat com "impenetrable" durant els seus primers anys, però, va caure durant el Setge d'Odani per part de les tropes d'Oda Nobunaga.
El castell Odani és considerat com un dels Yamashiro (castells de muntanya) més grans del Japó, juntament amb el castell Kasugayama, el castell Nana, el castell Kannoji i el castell Gassantoda encara que al dia d'avui només queden les seves ruïnes.